# Joyce Hooper Corrington
Joyce Hooper Corrington (* 5. srpna 1936 USA) je americká filmová a televizní scenáristka. Byla vdaná za spisovatele Johna Williama Corringtona, který zemřel roku 1988.

## Kariéra
Spolu s jejím manželem napsali pět scénářů k celovečerním filmům Von Richthofen a Brown (1969), The Omega Man (1971), Bertha z dobytčáku (1971), The Arena (1972) a Bitva o Planetu opic (1973) a jeden scénář k filmu televiznímu The Killer Bees (1974).
Je známa také jako spoluautorka mýdlové opery Texas, na jejíž vytvoření pracoval její manžel i kolega Paul Rauch. Mimo jiné napsala scénáře pro několik dalších seriálů, jako jsou Search for Tomorrow, General Hospital a One Life to Live. Od roku 1999 do roku 2007 pracovala jako producentka seriálu stanice MTV Real World.

## Vybraná filmografie
The Omega Man
- scenáristka (1971)

Bertha z dobytčáku
- scenáristka (1972)

Texas
- spolutvůrkyně (s Johnem Williamem Corringtonem a Paulem Rauchem)
- hlavní spoluscenáristka (1980–1981)

Capitol
- hlavní spoluscenáristka (1982–1983)

General Hospital
- hlavní spoluscenáristka (1983)

One Life to Live
- hlavní spoluscenáristka (1983)

Superior Court
- hlavní spoluscenáristka (1987–1989)